# Compus de dodecaedru și icosaedru
Compusul de dodecaedru și icosaedru este un compus poliedric, format dintr-un dodecaedru și un icosaedru regulat, având același centru și aceeași sferă mediană. Este unul dintre cei cinci compuși construiți dintr-un poliedru platonic sau poliedru Kepler–Poinsot și dualul său. Poate fi văzut și ca o stelare. Anvelopa sa convexă este un triacontaedru rombic.
Are indicele Wenninger W47.

## Mărimi asociate

### Arie și volum
Următoarele formule pentru arie, A și volum, V sunt stabilite pentru lungimea laturilor dodecaedrului a:
{\displaystyle A={\frac {15}{4}}{\sqrt {13+5{\sqrt {5}}+{\sqrt {150+66{\sqrt {5}}}}}}\,a^{2}\approx 24,137553}
{\displaystyle V={\frac {5}{16}}(15+7{\sqrt {5}})\,a^{3}\approx 9,578899}

## Văzut drept compus
Poate fi considerat un compus poliedric, format dintr-un dodecaedru și un icosaedru regulat, având același centru și aceeași sferă mediană. Este unul dintre cei cinci compuși construiți dintr-un poliedru platonic sau poliedru Kepler–Poinsot și dualul său.
Are simetrie icosaedrică (Ih) și are aceleași aranjament al vârfurilor ca și triacontaedrul rombic, ca urmare acesta este anvelopa sa convexă.
Poate fi văzut ca echivalentul tridimensional al compusului de două pentagoane ({10/2} „decagramă”); această serie continuă până la infinit, echivalentul din patru dimensiuni fiind compusul de 120-celule și 600-celule, iar în dimensiuni superioare compuși de pavări hiperbolice.
| Dodecaedrul și dualul său, icosaedrul | Intersecția ambelor poliedre este icosidodecaedrul, iar anvelopa lor convexă este triacontaedrul rombic. |

## Văzut drept stelare
Poate fi considerat prima stelare a icosidodecaedrului și are indicele Wenninger 47.
Poate fi văzut ca un icosidodecaedru cu piramide pentagonale și triunghiulare adăugate pe fiecare față.
Fațetele stelării pentru construcție sunt: